# Huishoudelijke verzorging
Huishoudelijke verzorging of diensten voor gezins- en bejaardenhulp is een vorm van thuiszorg waarbij professionele hulpverleners bij zorgbehoevende mensen thuis helpen bij het uitvoeren van diverse huishoudelijke taken, bij verplaatsingen in en rond de woning en bij persoonsverzorging.
De frequentie van de tussenkomsten hangt in grote mate af van de zelfredzaamheid van de aanvrager en zijn/haar verwanten.
Huishoudelijke verzorging houdt onder meer in dat een warme maaltijd wordt bereid, eerder kleinschalig poetswerk wordt verricht zoals vegen, dweilen, de ramen lappen (geen grote lenteschoonmaak), boodschappen, de was en de strijk worden gedaan. Indien nodig zal de verzorgende de cliënt ook helpen bij de persoonlijke hygiëne.

## Nederland
In Nederland wordt de professionele huishoudelijke verzorging of verleend door een medewerker in dienst van een aanbieder (meestal thuiszorgorganisatie of schoonmaakbedrijf) of door een hulp in dienst van de cliënt zelf, de zogenaamde alfahulp.

## Vlaanderen
In Vlaanderen heeft de ontzuiling in tegenstelling tot Nederland minder doorgezet. Vandaar dat een belangrijk aanbod van huishoudelijke verzorging bestaat uit diensten voor gezinszorg die verbonden zijn aan een mutualiteit of ziekenfonds. De bekendste Vlaamse spelers zijn de katholieke organisaties Familiehulp en Familiezorg, het liberale Solidariteit voor het Gezin (heeft als partner Liberale Mutualiteiten, Onafhankelijk Ziekenfonds, Euromut, Partena, Securex en het Vlaams Neutraal Ziekenfonds) en het Centrum voor Thuiszorg dat socialistisch van oorsprong is.
Van groot belang in Vlaanderen is het wettelijke systeem van de dienstencheque waaronder veel diensten voor huishoudelijke verzorging actief zijn. Deze wetgeving bestaat reeds geruime tijd maar werd sinds het begin van de 21ste eeuw geactualiseerd. Deze regelgeving heeft tot doel het zwartwerk dat ook in deze sector aanwezig is zo veel mogelijk te officialiseren. Tevens wordt op die manier het segment van de huishoudelijke verzorging binnen het welzijnslandschap ten dele gecontroleerd geprivatiseerd. Het grote voordeel is dat het aanbod zo beter de sterk gestegen vraag naar bijstand kan volgen zonder dat de dienstverlening te duur wordt. Zorgbehoevende personen die betalen met dienstencheques moeten slechts een klein bedrag uitgeven. De rest wordt bijgepast door de overheid.